# خط طول 2° شرق
خط طول 2° شرق هو أحد خطوط الطول الجغرافية، والتي تمتد من القطب الشمالي الجغرافي إلى القطب الجنوبي الجغرافي، وحسب التحويل الزمني يتقدم خط طول 2° شرق عن خط غرينتش بـ8 دقائق.

## من القطب إلى القطب
ينطلق خط طول 2° شرق من القطب الشمالي نحو القطب الجنوبي مرورا بالمناطق التي ترد في الجدول التالي:
| الإحداثيات                       | البلد أو الإقليم أو البحر | ملاحظات                                                               |
| -------------------------------- | ------------------------- | --------------------------------------------------------------------- |
| 90°0′N 2°0′E / 90.000°N 2.000°E  | المحيط المتجمد الشمالي    |                                                                       |
| 81°32′N 2°0′E / 81.533°N 2.000°E | المحيط الأطلسي            |                                                                       |
| 61°0′N 2°0′E / 61.000°N 2.000°E  | بحر الشمال                | Passing just east of Lowestoft, إنجلترا, المملكة المتحدة              |
| 51°0′N 2°0′E / 51.000°N 2.000°E  | فرنسا                     | Passing just west of باريس                                            |
| 42°27′N 2°0′E / 42.450°N 2.000°E | إسبانيا                   | ييفيا أرض مطوقة ومعزولة - for about 1 km                              |
| 42°26′N 2°0′E / 42.433°N 2.000°E | فرنسا                     | For about 9 km                                                        |
| 42°22′N 2°0′E / 42.367°N 2.000°E | إسبانيا                   | Passing just west of برشلونة                                          |
| 41°16′N 2°0′E / 41.267°N 2.000°E | البحر الأبيض المتوسط      |                                                                       |
| 36°34′N 2°0′E / 36.567°N 2.000°E | الجزائر                   |                                                                       |
| 20°15′N 2°0′E / 20.250°N 2.000°E | مالي                      |                                                                       |
| 15°19′N 2°0′E / 15.317°N 2.000°E | النيجر                    | Passing just west of نيامي                                            |
| 12°44′N 2°0′E / 12.733°N 2.000°E | بوركينا فاسو              |                                                                       |
| 11°25′N 2°0′E / 11.417°N 2.000°E | بنين                      |                                                                       |
| 6°17′N 2°0′E / 6.283°N 2.000°E   | المحيط الأطلسي            |                                                                       |
| 60°0′S 2°0′E / 60.000°S 2.000°E  | المحيط الجنوبي            |                                                                       |
| 69°57′S 2°0′E / 69.950°S 2.000°E | القارة القطبية الجنوبية   | أرض الملكة مود, المطالب الإقليمية بالقارة القطبية الجنوبية by النرويج |